# هارلان هودجز
هارلان هودجز (بالإنجليزية: Harlan Hodges)‏ هو مدرب كرة سلة أمريكي، ولد في 11 نوفمبر 1902، وتوفي في 6 يونيو 1994.